# Aleksandr Gruzintsev
Aleksandr Nikolajevitj Gruzintsev (ryska: Александр Николаевич Грузинцев), född 1779, död på 1840-talet, var en rysk dramatiker och epiker, verksam i början av 1800-talet. 
Gruzintsev skrev efterbildningar av grekiska tragedier (Elektra och Orest efter Euripides samt  Tsar Edip efter Sofokles) och, i den pseudoklassiska stilen, tragedin Pokorennaja Kazan (1811, Det underkuvade Kazan) samt hjältedikterna Petriada (10 sånger; om Peter den store, 1812–1817) och Spasennaja i pobjedonosnaja Rossija (1813; Det frälsta och triumferande Ryssland).